# Yoo Yong-Jin
Yoo Yong-Jin (14 de octubre de 1975) es un deportista surcoreano que compitió en taekwondo. Ganó dos medallas en el Campeonato Asiático de Taekwondo en los años 1996 y 2000.

## Palmarés internacional
| Campeonato Asiático | Campeonato Asiático   | Campeonato Asiático | Campeonato Asiático |
| Año                 | Lugar                 | Medalla             | Categoría           |
| ------------------- | --------------------- | ------------------- | ------------------- |
| 1996                | Melbourne (Australia) | Medalla de plata    | –64 kg              |
| 2000                | Hong Kong (China)     | Medalla de oro      | –72 kg              |